# Droga krajowa B532 (Niemcy)
Droga krajowa 588 (niem. Bundesstraße 588) – niemiecka droga krajowa przebiegająca na osi wschód-zachód, przez północne dzielnice miejscowości Weil am Rhein, w Badenii-Wirtembergii i łączy francusko-niemieckie przejście graniczne Huningue/Weil am Rhein z autostradą A5 i drogą krajową B3.
Droga powstała w latach 80. XX w. jako połączenie nowo otwartego przejścia granicznego z Francją.